# Raïon de Tatarbounary
 (octobre 2019).
Si vous disposez d'ouvrages ou d'articles de référence ou si vous connaissez des sites web de qualité traitant du thème abordé ici, merci de compléter l'article en donnant les références utiles à sa vérifiabilité et en les liant à la section « Notes et références ».
Le raïon de Tatarbounary est une subdivision administrative de l'Ukraine, située dans l'oblast d'Odessa et dans la région historique du Boudjak. Le centre administratif est situé à Tatarbounary.

## Géographie physique
| Raïon d'Artsyz | Raïon de Sarata       | Raïon de Bilhorod-Dnistrovskyï |
| Raïon d'Artsyz | raïon de Tatarbounary | Mer noire                      |
| Raïon de Kilia | Raïon de Kilia        | Mer noire                      |

Le district de Tatarbounary est situé dans la partie sud-ouest de l'oblast d'Odessa distante de 140 km. Il est baigné au sud-est par la Mer Noire dont les côtes sont bordées par plusieurs limans : liman de Sassyk, liman de Chagany, liman de Burnas, liman d'Alibeï, liman de Khadjyder et liman de Karatchaous, tous séparés de la mer par un cordon littoral. Ce territoire est considéré comme une zone humide d'importance internationale (Convention de Ramsar)
Il est constitué d'une plaine côtière en très légère pente dans le sens nord-sud, sillonnée par le lit de rivières côtières, certaines intermittentes ou asséchées, aboutissant à un liman : Drakoulia (52 km), Nérouchaï (48 km), Kohylnyk, Kahatch (30 km), Sarata (120 km), Alkalia (67 km), Khadjider (94 km).
La végétation naturelle, poussant sur des terres noires, est de type steppique puis lagunaire (un tiers des plages de l'oblast d'Odessa s'y concentrent).
Les ressources naturelles les plus importantes de la région sont des sources d'eau sulfureuse et de boue curative ainsi que des carrières de pierre de construction (calcaire) et de sable de chantier.
Depuis 2010, le district abrite un parc naturel national, "les limans de Touzlov" (27 865 ha).
La région se caractérise par un climat continental tempéré avec des températures annuelles élevées (210 à 215 jours sans gel) et de faibles précipitations (moyennes annuelles de 350 à 390 mm).

## Communications
Le raïon ne comporte pas de réseau ferroviaire. Les gares les plus proches sont situées à Artsyz et à Sarata
L'axe routier international E 87 Odessa - Galați (Roumanie) le traverse sur sa longueur, soit 60 kimomètres.
De sa gare routière, par navette (marchroutka), Tararbounary est située sur le trajet de lignes internationales vers Chișinău (Moldavie) ; inter-régionales vers Kiev via Odessa, Kherson et Sébastopol via Odessa et Mykolaïv ; intra-régionales vers Odessa, Chernomorsk, Bilhorod-Dnistrovskyï, Bolhrad, Reni, Izmaïl, Kilia, Vylkové ou directement à certaines localités des raïons limitrophes ; locales à toutes les agglomérations du raïon. Le nombre de rotations varie de deux à trois par semaine à plus d'une dizaine quotidiennes.

## Géographie humaine
La population est de 39 575 habitants, soit une densité de 22 habitants au km². Le raïon comprend 18 structures administratives (une ville et 17 communes rurales) à savoir (les données  sont de 2001, sauf indication contraire) :
| Nom               | Population   | Type | Localités rattachées                                                          | Remarque                         |
| ----------------- | ------------ | ---- | ----------------------------------------------------------------------------- | -------------------------------- |
| Tatarbounary      | 11007 (2018) | V    |                                                                               |                                  |
| Bachtanivka       | 932          | CR   |                                                                               |                                  |
| Bazarianka        | 1153         | CR   |                                                                               |                                  |
| Bilolissa         | 2335         | CR   |                                                                               |                                  |
| Boryssivka        | 1803         | CR   |                                                                               | à 92 % moldave                   |
| Deljyler          | 4151         | CR   | Nova Oleksiïvka                                                               | à 93 % bulgare                   |
| Dyviziïa          | 2231         | CR   | Lyman                                                                         |                                  |
| Hlyboké           | 1232         | CR   |                                                                               | à 80 % moldave                   |
| Jovtiï Yar        | 1687         | CR   | Marazliïbka, Nové, Roïlianka et Tsarytchanka                                  |                                  |
| Kotchkouvaté      | 517          | CR   |                                                                               |                                  |
| Lyman             | 1641         | CR   |                                                                               |                                  |
| Nérouchaï         | 1993         | CR   |                                                                               |                                  |
| Prymorské         | 1990         | CR   | Trykhatky                                                                     |                                  |
| Rybalské          | 763          | CR   | Balabanka                                                                     |                                  |
| Stroumok          | 2701         | CR   | Spaské                                                                        | à 49 % russe et 48 % ukrainienne |
| Trapivka          | 1650         | CR   | Novossélytsia et Zaritchné                                                    |                                  |
| Vychnévé          | 1415         | CR   |                                                                               |                                  |
| Communauté rurale | 2601         | CR   | Bézimïanka, Lébédivka, Novomykhaïlivka, Sadové, Tozly, Vesséla Balka, Vessélé |                                  |

Nationalités représentées : Ukrainiens (71 %) majoritaires dans les communes citées, sauf  indication contraire, Bulgares (12 %), Moldaves (9 %), Russes (6 %), Tsiganes, Gagaouzes, Biélorusses,...
Les principaux secteurs d'emploi sont l'agriculture (55 %, céréales, tournesol, viticulture, productions animales), le commerce, les services et loisirs (14 %, stations balnéaires et thermales), l'industrie (1 %), la construction (1 %).
Le taux de chômage est de 3 %. Les retraités représentent 28e% de la population.

## Éducation, culture
Le district compte 20 établissements scolaires secondaires, 18 avec des sections de lycée dont 2 avec des sections technologiques/professionnelles (domaine maritime), un lycée avec des sections artistiques ainsi qu'un établissement médico-pédagogique. Le français est enseigné dans les deux établissements de Tatarbounary et dans celui de Hlyboké.
Il compte également un musée régional ethnologique, hébergeant une exposition permanente de peintres locaux et cinq petits musées locaux.
La presse écrite locale se compose de trois titres : Tatarbounarskyï Visnyk (bulletin du district), Raïtsentr (journal associatif) et Lyman (journal privé).
La vie spirituelle se déroule dans 19 églises orthodoxes, le couvent de la Sainte Transfiguration de Boryssivka et 23 communautés protestantes.

## Développement des réseaux
Eauqu'il s'agisse de l'alimentation ou de l'évacuation, il n’existe pas de systèmes centralisés. L'eau provient de puits artésiens ou de forage regroupés sur 8 usines de traitement. Il n'existe plus de ressources nouvelles ; un chantier d'aqueduc venant de Kilia est en cours et devra être complété par la mise aux normes du réseau local, très dégradé sur un tiers du district.
Gaz de villepas de réseau de gaz ou de chauffage urbain, d'où des solutions semi-collectives ou particulières, basées principalement sur le gaz liquide. Un gazoduc, venant d'Artsyz, est en projet.
Électricitéle réseau dépend de la centrale d'Izmaïl ; il est de médiocre qualité.
Routes localeschantier en cours des axes très dégradés Tatarbounary — Rosseïka (Prymorské), Tatarbounary — Dyviziïa (T1610), Tatarbounary — Nérouchaï.

## Galerie

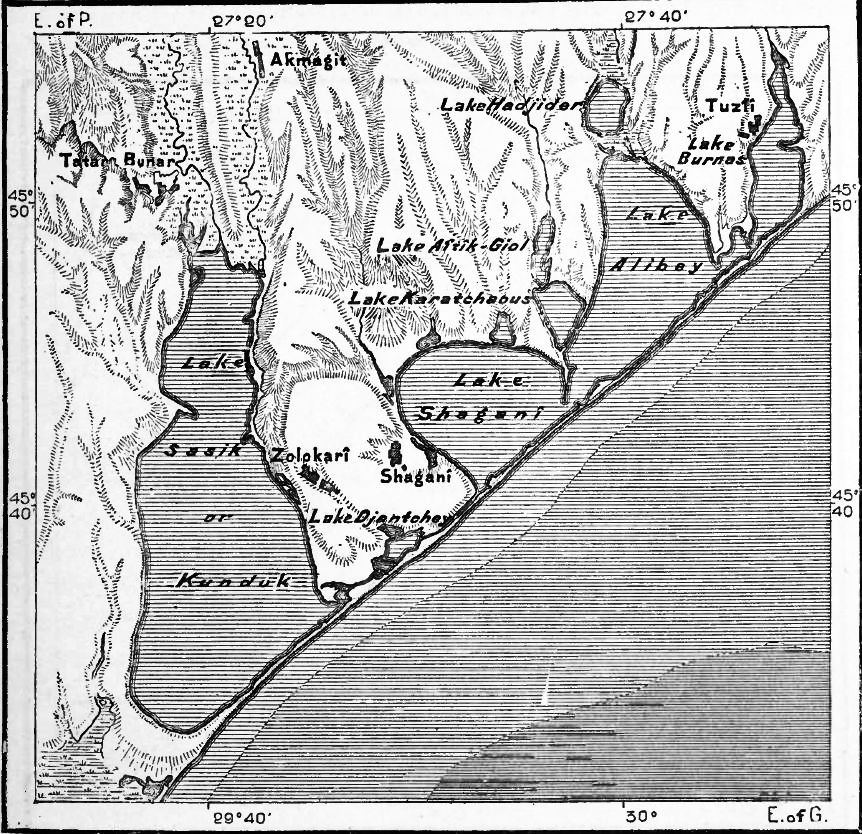
Les limans du raïon de Tatarbounary (carte anglaise de 1888).
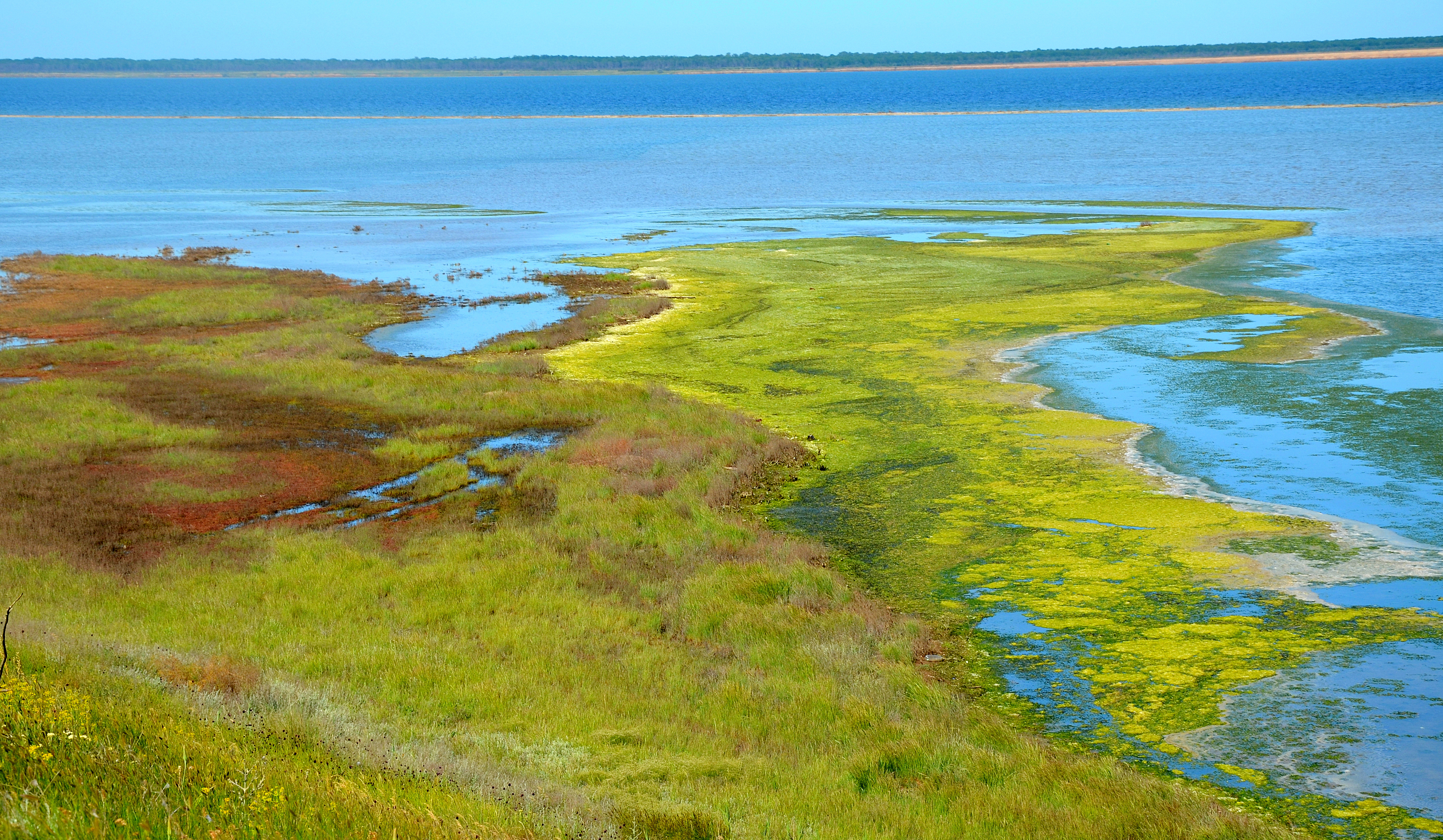
Rive du liman de Khadjyder.
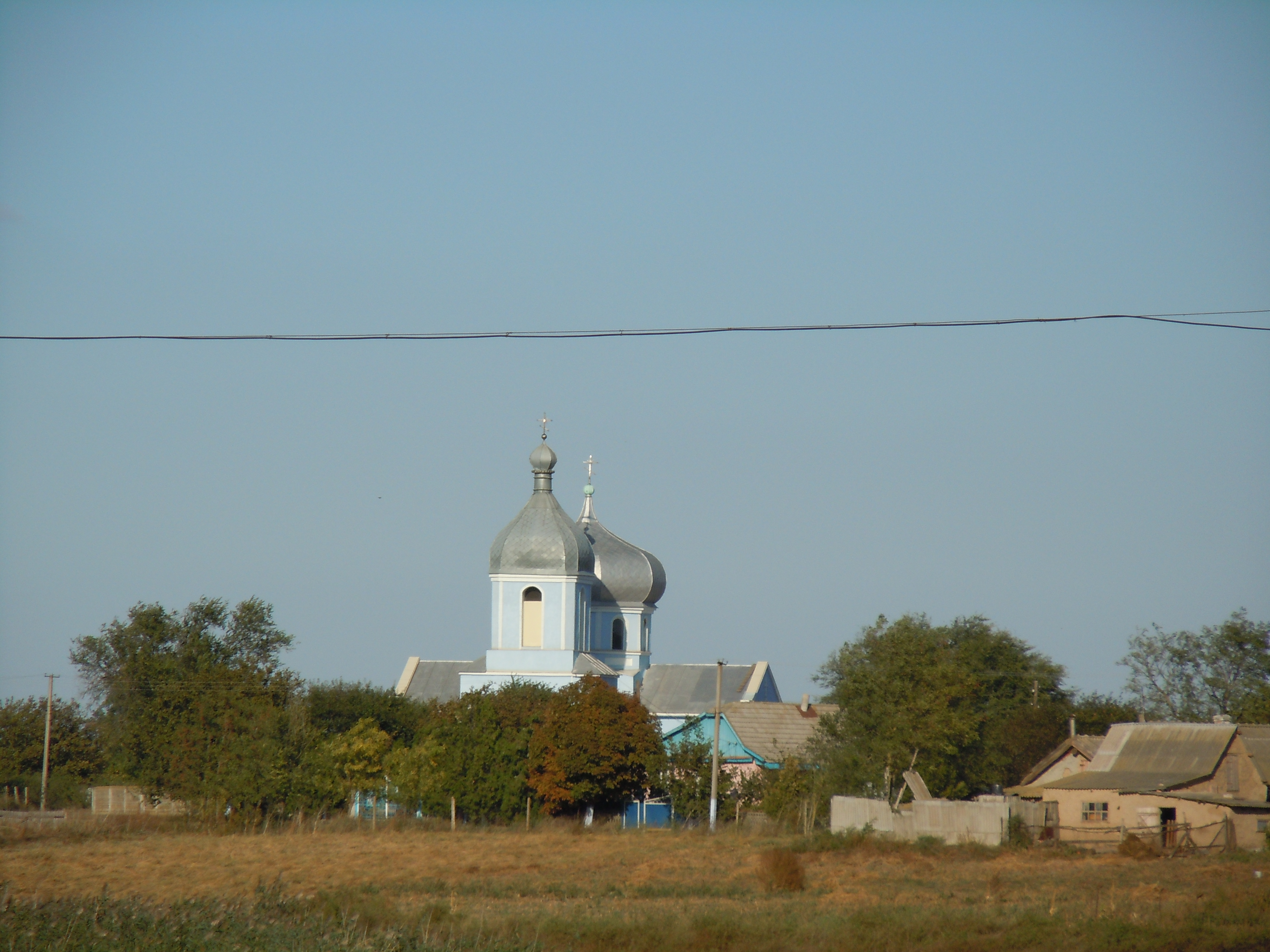
Eglise de Stroumok.
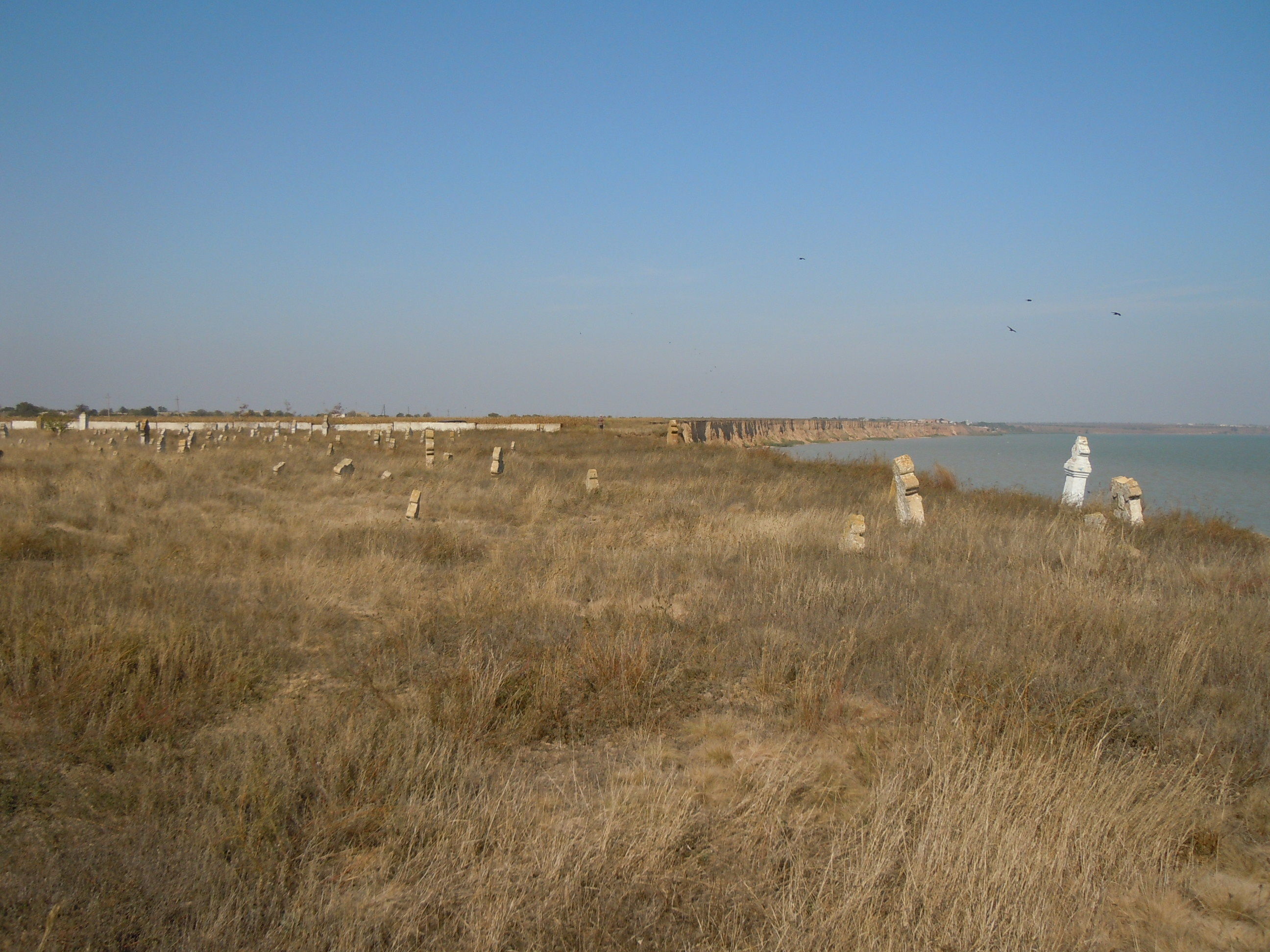
Ancien cimetière cosaque à Hlyboké.
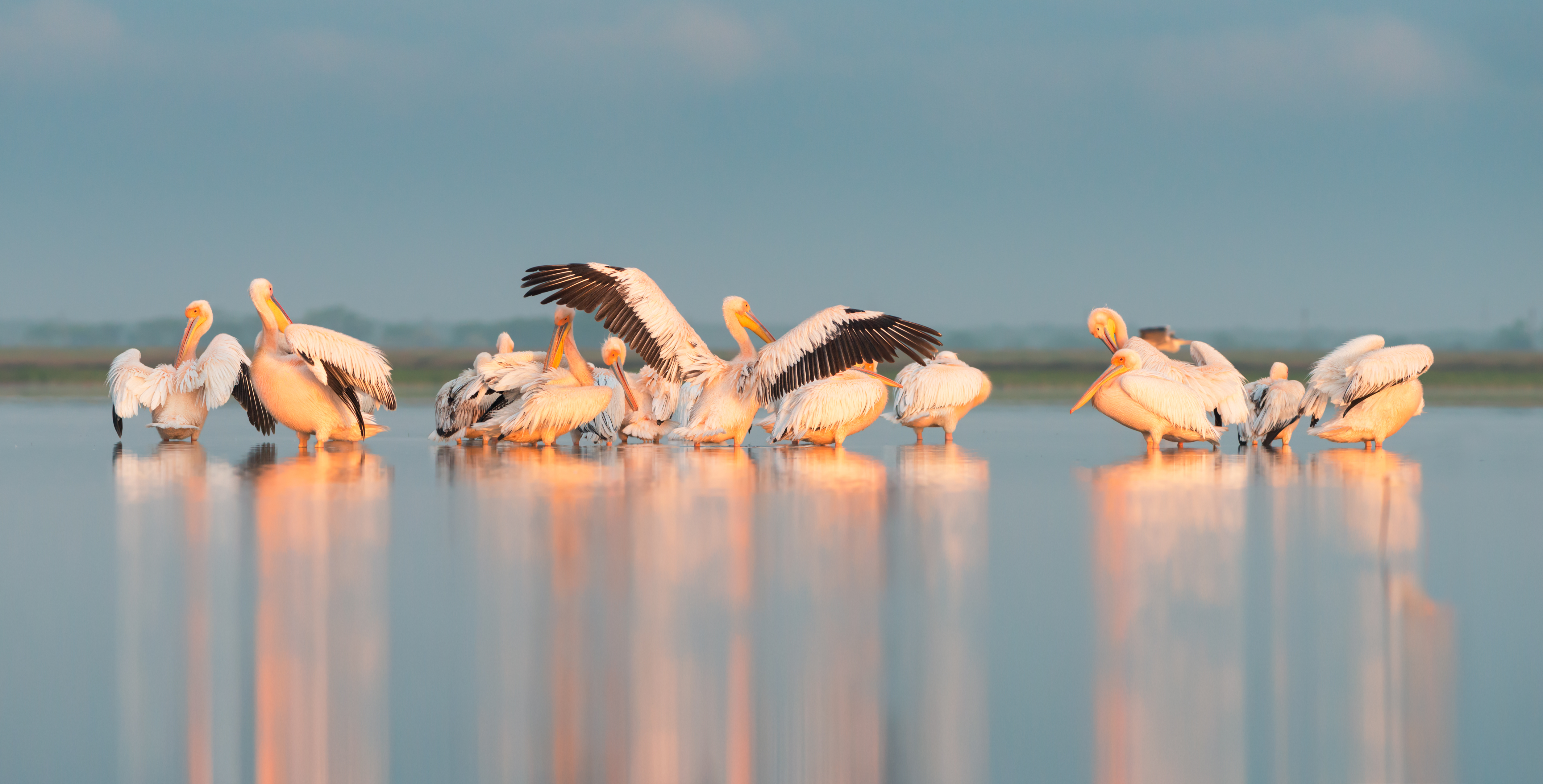
Pélicans blancs dans le Parc naturel du liman de Bournas.
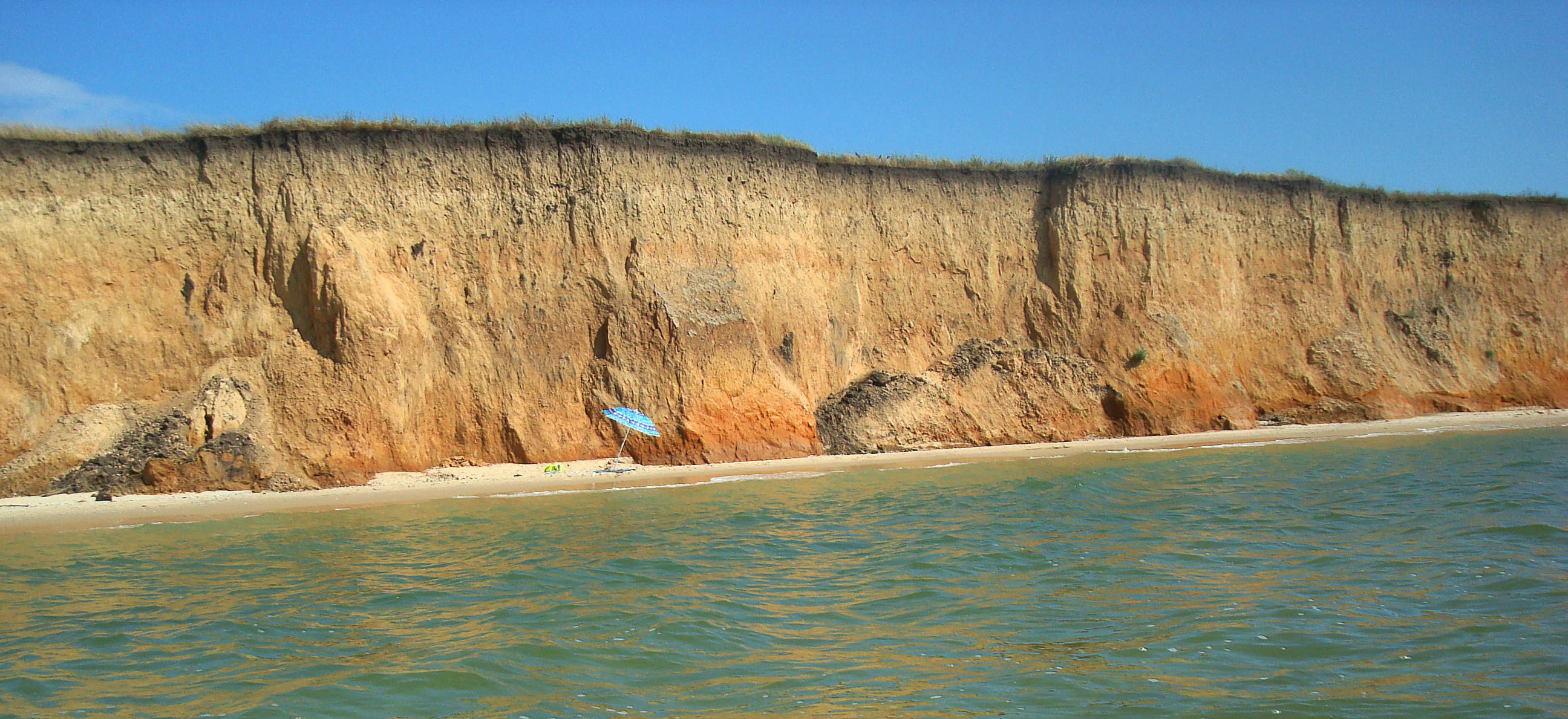
Falaise à Balabanka.
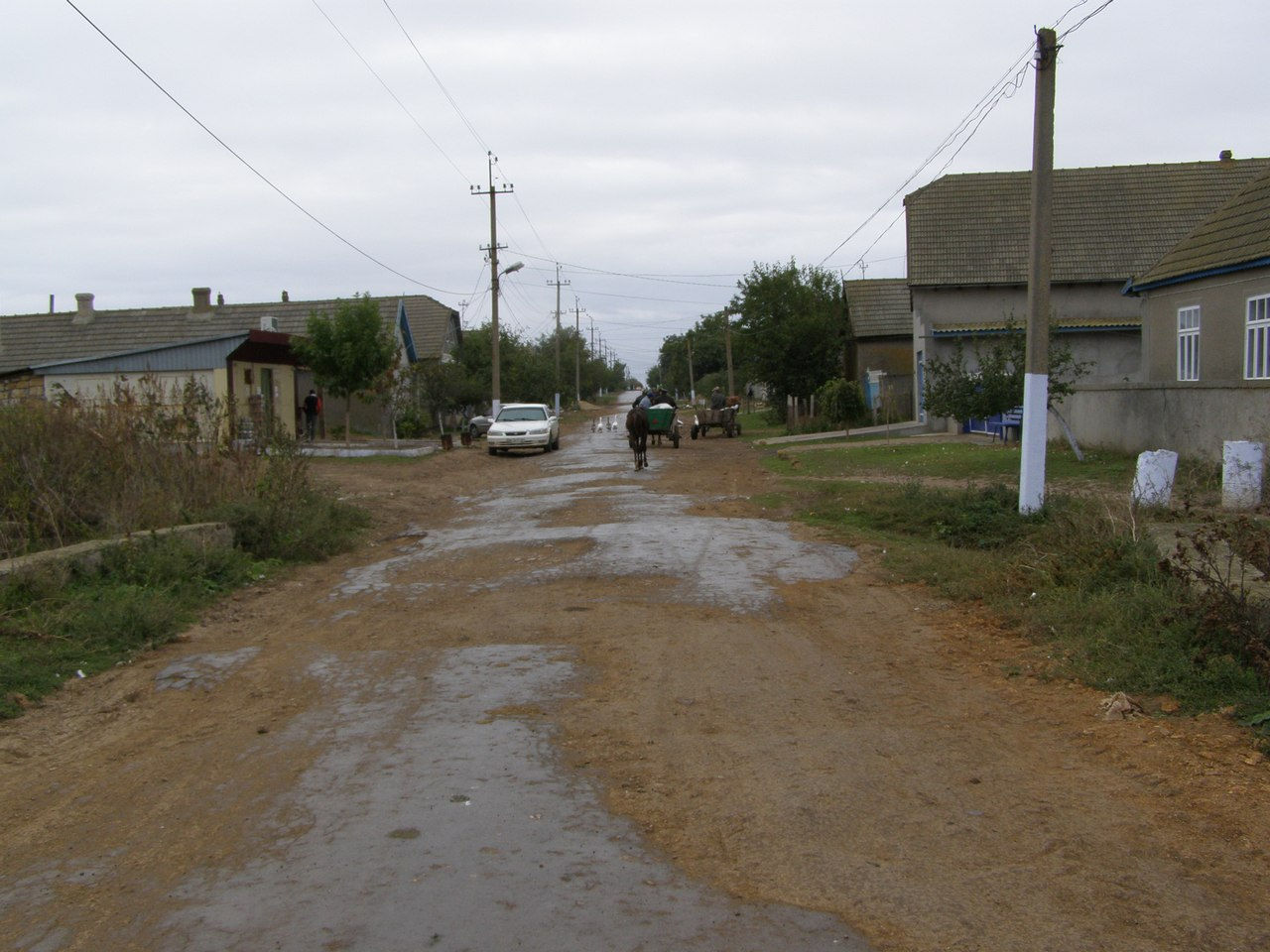
Une rue de Deljyler.